# マニング・イノベーション賞
マニング・イノベーション賞（マニング・イノベーションしょう、The Manning Innovation Awards） カナダにおけるイノベーションを評価し奨励するために、アーネスト・C・マニング賞財団が授与する賞である。

## 概要
カナダに居住する市民で、新しいコンセプト、プロセス、手順を開発し、マーケティングを成功させるなど、革新的な才能を発揮した人は、推薦により、プリンシパル賞（10万ドル）、アワード・オブ・ディスティンクション（2万5,000ドル）、イノベーション賞（2部門で1万ドル）の受賞資格を得ることができる。
マニング・イノベーション賞は1982年から授与されている。この賞は、アルバータ・エナジー社（現在のエンカナ社の前身）の元CEO、デビッド・ミッチェルの発案によるものである。賞の名前は、アーネスト・マニング元アルバータ州首相にちなんで付けられた。2012年現在、約250人がマニング賞を受賞し、約4,500,000ドルが授与されている。1992年以来、同財団はカナダ・ワイド・サイエンス・フェアで優秀な学生プロジェクトを表彰し、ヤング・カナディアン・イノベーション賞も授与している。

## 著名な受賞者
1982年に初めてプリンシパル賞を受賞したのは、現在癌の血液検査において腫瘍マーカーとして広く使われている癌胎児性抗原を発見したフィル・ゴールドだった。その他の著名な受賞者には、心臓ホルモンである心房性ナトリウム利尿ペプチド（ANP）を発見した心臓病研究者アドルフォ・J・デ・ボールド（1986年）、先天性甲状腺機能低下症の検査法を開発した内分泌学者ジャン・デュソー（1988年）、細胞分裂研究で生物学者増井禎夫（1990年）、光ファイバーの光感受性の研究で物理学者ケネス・O・ヒル（1995年）、マイクロプロセッサー制御の自動止血システムを発明したエンジニアのジェームズ・マキューエン（1997年）、WebCTコース管理システムを開発した教育技術者のマレー・ゴールドバーグ（2004年）などがいる。

## ヤング・カナディアン・イノベーション賞
1992年に導入されたヤング・カナディアン・プログラムは、毎年開催されるカナダ・ワイド・サイエンス・フェア (Canada-Wide Science Fair) で、審査員チームによって選ばれた8つの革新的なプロジェクトを表彰する。各プロジェクトには500ドルが贈られ、サイエンス・フェアの授賞式で授与される。さらに審査が行われ、8つのプロジェクトの中から4つのプロジェクトが選ばれ、毎年開催される授賞式で4,000ドルのマニング・ヤング・カナディアン・イノベーション賞が授与される。